# Numen (revista)
Numen: International Review for the History of Religions (revista) es una revista científica internacional mensual dedicada a publicar trabajos centrados en el estudio científico y no confesional de las religiones. Se publica en varios idiomas por la editorial Brill de Leiden, y es la revista de la International Association for the History of Religions (IAHR).